# Цоці-Юрт
Цоці-Юрт (рос. Цоци-Юрт) — село у Курчалоївському районі Чечні Російської Федерації.
Населення становить 20 629 осіб (2019). Входить до складу муніципального утворення Цоці-Юртовське сільське поселення.

## Історія
Згідно із законом від 20 лютого 2009 року органом місцевого самоврядування є Цоці-Юртовське сільське поселення.

## Населення
| 1979    | 1990    | 2002    | 2010    | 2012    | 2013    | 2014    |
| ------- | ------- | ------- | ------- | ------- | ------- | ------- |
| 5371    | ↗7210   | ↗15 935 | ↗18 306 | ↗18 697 | ↗18 931 | ↗19 231 |
| 2015    | 2016    | 2017    | 2018    | 2019    |         |         |
| ↗19 508 | ↗19 776 | ↗20 013 | ↗20 317 | ↗20 629 |         |         |